# يوهان أندريسن
يوهان أندريسن الابن (بالنرويجية: Johan H. Andresen jr‏) هو رجل أعمال وملياردير نرويجي ولد في يوم 25 يوليو 1961 في أوسلو في النرويج، أندريسن هو مالك شركة فريد القابضة أكبر الشركات القابضة في النرويج، حيث خدم كرئيس لها من سنة 1998 إلى سنة 2012. حسب قائمة مجلة كابيتال يُعتبر أندريسن ضمن قائمة أغنى 400 شخص في النرويج، في المركز الخامس تحديداً، وتناهز ثروته حدود 3.27 مليار دولار أمريكي.

## روابط خارجية
- يوهان أندريسن على موقع IMDb (الإنجليزية)